# Bussière-Badil
Bussière-Badil – miejscowość i gmina we Francji, w regionie Nowa Akwitania, w departamencie Dordogne.
Według danych na rok 1990 gminę zamieszkiwało 530 osób, a gęstość zaludnienia wynosiła 27 osób/km² (wśród 2290 gmin Akwitanii Bussière-Badil plasuje się na 691. miejscu pod względem liczby ludności, natomiast pod względem powierzchni na miejscu 544.).